# Valerianella orientalis
Valerianella orientalis är en kaprifolväxtart som först beskrevs av Diederich Franz Leonhard von Schlechtendal, och fick sitt nu gällande namn av Pierre Edmond Boissier och Bal. Valerianella orientalis ingår i släktet klynnen, och familjen kaprifolväxter. Inga underarter finns listade i Catalogue of Life.